# Confine tra Albania e Montenegro
Il confine tra l'Albania e il Montenegro descrive la linea di separazione tra questi due Stati. Ha una lunghezza di 172 km.

## Caratteristiche

### Tracciato
Il confine albanese-montenegrino si estende per 172 chilometri, a sud-ovest del Montenegro e nel nord dell'Albania. Inizia a ovest sull'Adriatico nella città montenegrina di Dulcigno. Il confine prosegue verso nord-est attraverso il lago di Scutari e continua verso le montagne, dove raggiunge Qafë Vranicë, il valico montuoso più settentrionale dell'Albania.

### Lago di Scutari
Il lago di Scutari appartiene tradizionalmente all'Albania, ma dall'inclusione della regione di Podgorica nel territorio del Montenegro, il lago è divenuto un confine naturale tra le due nazioni. I due paesi hanno condiviso la sua sovranità da allora senza alcun conflitto. Nel 2006, con l'indipendenza del Montenegro, entrambi i paesi si sono impegnati a prendersi cura del paesaggio ambientale del lago, aderendo alla Convenzione di Ramsar.

## Storia

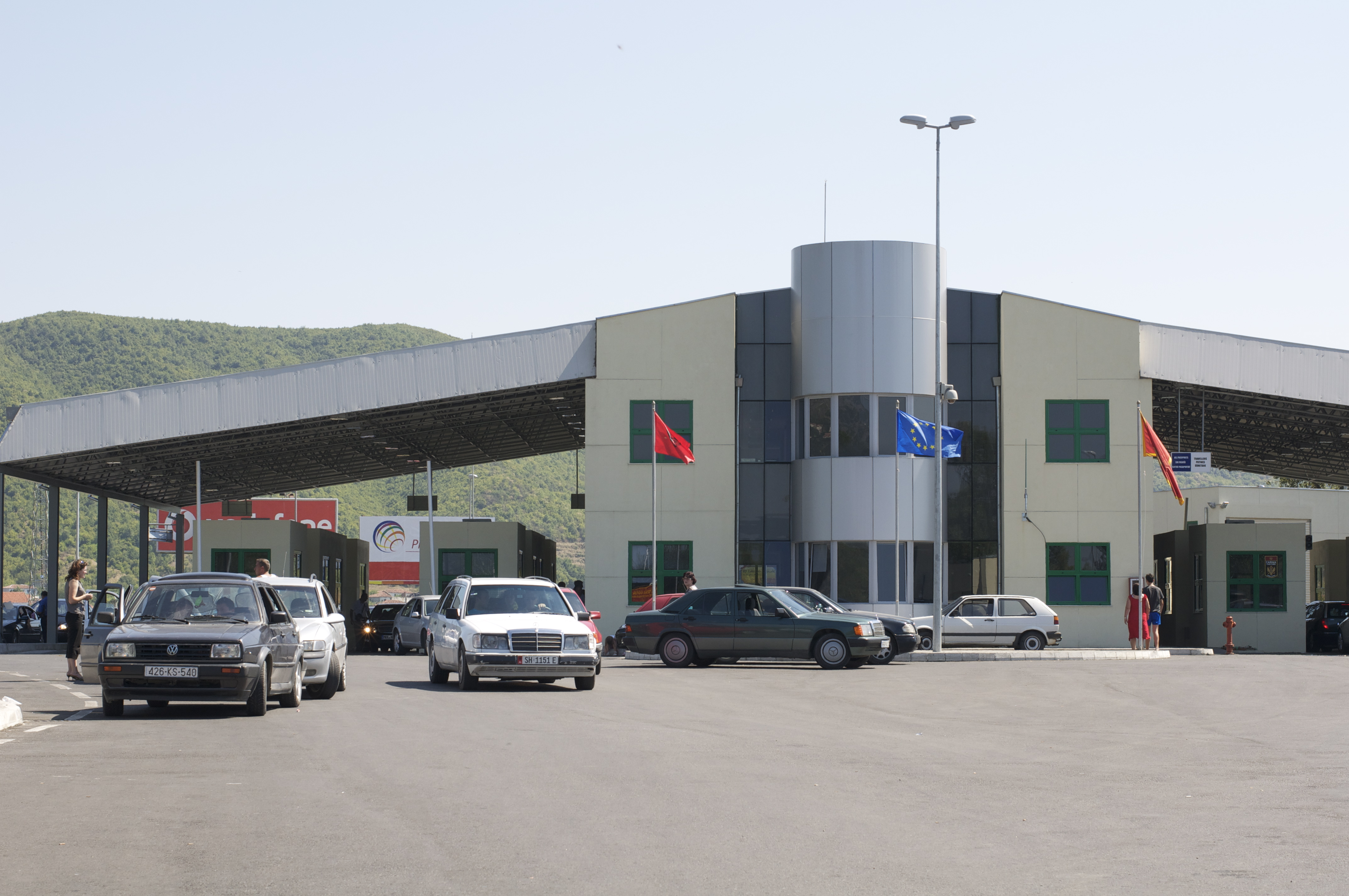
Attraversamento congiunto di Muriqan (Albania) e Sukobin (Montenegro). Questa traversata è stata finanziata dalla Unione europea, poiché entrambi i paesi desiderano aderirvi.

L'attuale frontiera risale al reciproco riconoscimento come stati sovrani di Albania e Montenegro dall'indipendenza di quest'ultimo nel 2006. Prima di ciò, il confine tra i due territori non è cambiato quasi nel corso del XX secolo. Dalla fine del XIX secolo, al tempo del Principato del Montenegro, fu quando fu formata la maggior parte dell'attuale territorio: Podgorica passò dalle mani albanesi ai montenegrini, così come le aree della Dalmazia e del Küstenland che aderirono anche al territorio del principe dal Montenegro.